# Andrew Ydens
Andrew Ydens, né le 23 août 1989 à Braine-l'Alleud, est un coureur cycliste belge.

## Biographie
Andrew Ydens naît le 23 août 1989 à Braine-l'Alleud en Belgique.
Membre de l'équipe continentale belge T.Palm-Pôle Continental Wallon depuis 2012 (alors dénommée Lotto-Pôle Continental Wallon durant la quasi-totalité du premier semestre), Andrew Ydens réalise quelques résultats satisfaisants dès 2012 sous ces nouvelles couleurs. Ainsi, il se classe 14e du Tour du Limbourg en mai puis 13e du Grand Prix Criquielion quelques jours plus tard avant d'enchaîner début juin avec une 12e place sur le Mémorial Philippe Van Coningsloo. Il terminera également 16e du Grand Prix de la ville de Geel en juillet, ou encore 14e de la Gooikse Pijl en septembre.
En 2013, Andrew Ydens termine 5e de Paris-Mantes-en-Yvelines, 4e du Grand Prix du 1er mai - Prix d'honneur Vic De Bruyne avant de terminer à nouveau 4e lors de la 2e étape du Paris-Arras Tour et 13e du classement général final.
En 2014 et pour sa 3e saison au sein de T.Palm-Pôle Continental Wallon, Andrew Ydens se classe 5e de la première étape du Triptyque des Monts et Châteaux. Il enchaînera ensuite avec une 8e place sur la 2e étape et une 7e place lors de la 5e étape du Tour de Gironde. Notons également sa 10e place sur le Grand Prix Criquielion en mai ainsi que sa 14e place sur le Mémorial Philippe Van Coningsloo en juin.

## Palmarès et classements mondiaux

### Palmarès sur route
- 2014[1]
  - 2e de la kermesse de Pommerœul

### Classements mondiaux
| Année           | 2014 |
| --------------- | ---- |
| UCI Europe Tour | 907e |